# 阿涅尔
阿涅尔（法語：Anières）是瑞士日内瓦州的一个镇，位于日内瓦市东北方，莱芒湖左岸。东与法国上萨瓦省交界。
截至2009年底，阿涅尔共有居民2265人。

## 外部連結
- （法文）阿涅尔官方网站